# Astorre Ier Manfredi
Astorre Ier Manfredi (né v. 1345 à Faenza - mort le 28 novembre 1405 dans la même ville) est un  condottière italien du XIVe siècle.

## Biographie
Astorre Ier Manfredi est le fils de Giovanni Manfredi, qui fut seigneur de Faenza avant que les États pontificaux ne reconquissent la ville.
Astorre vécut à Pistoia après que son père eut perdu ses terres de Romagne ; en 1375, trois ans après la mort de ce dernier, il commença la reconquête de ses terres en prenant Granarolo. En 1377, avec l'aide de son frère Francesco et de la famille Ordelaffi de Forlì, il reprit la ville de Faenza, qui était alors occupée par la Maison d'Este.
À court d'argent, pour entretenir ses seigneuries, il créa une compagnie de mercenaires appelée la Compagnie de l'Étoile (Compagnia della Stella). Barnabé Visconti loua sa compagnie de mercenaires pour attaquer Gênes, mais quand la cité lui offrit 13 000 florins d'or, il se retira ; plus tard il essaya à nouveau de prendre la cité mais ses troupes furent prises dans une embuscade et il s'en fallu de peu qu'il ne soit fait prisonnier. À cette même période son frère Francesco tenta de l'évincer et de prendre le pouvoir à Faenza, Astorre le fit emprisonner au château de Solarolo. 
Plus tard, Astorre se mit au service de Bologne alors en guerre contre les Visconti. En récompense de ses succès, la ville de Bologne lui offrit un palais qui porte encore son nom aujourd'hui.
Lors de la bataille de Portomaggiore le 16 avril 1395 il captura Azzo d'Este de Ferrare qu'il retint prisonnier à Faenza pendant plus d'un an. 
Les exigences d'Astorre pour sa libération étaient telles que le seigneur de Ferrare, de la Maison d'Este, captura le fils d'Astorre pour l'échanger contre Azzo.
En 1400 la possession du château de Solarolo fut l'origine de son entrée en guerre contre le vicaire pontifical de Bologne, Giovanni I Bentivoglio qui avait de son côté, loué les services du condottiere Alberico da Barbiano.
Ses troupes étant insuffisantes, il dut demander l'aide du Pape et en 1404, Faenza et toutes ses dépendances retournèrent aux États pontificaux.
Il servit alors comme condottiere sous la bannière du Pape mais tenta de fomenter une révolte à Faenza pour y reprendre le pouvoir. Il fut capturé et condamné à mort.
Il fut exécuté sur la grande place de Faenza le 28 novembre 1405.